# Silnice I/46
Silnice I/46 je významná česká silnice I. třídy propojující Jihomoravský, Olomoucký a Moravskoslezský kraj a pokračující do Polska. Je dlouhá 98,374 km a navazuje na dálnici D46.

## Vedení silnice
- nájezd Vyškov-východ (D1, navedení E462, začátek úseku D46)
- Prostějov (obchvat)
- křižovatka Olomouc-centrum (D35, E442, odvedení E462, konec úseku D46)
- Olomouc (I/55)
- Šternberk
- křižovatka Horní Loděnice/Moravský Beroun (I/45)
- Opava (I/11, I/56, I/57)
- Hněvošice
- Kobeřice
- hraniční přechod Sudice – Pietraszyn (Polsko – silnice č. 916 směr Ratiboř)

## Modernizace silnice
| Číslo | Název                                     | Délka  | Kategorie         | Zahájení výstavby | Uvedení do provozu | Křižovatky                      |
| ----- | ----------------------------------------- | ------ | ----------------- | ----------------- | ------------------ | ------------------------------- |
| M57   | Olomouc – východní tangenta               | 7,4 km | 24,5/110 21,5/100 | plánováno 2028    | plánováno 2030     | Keplerova Lipenská Severní spoj |
| M60   | Týneček – Šternberk                       | 7,2 km | 21,5/100          | plánováno 2027    | plánováno 2029     | Týneček Bohuňovice              |
| M52   | Šternberk – obchvat                       | 4,7 km | 11,5/90           | plánováno 2026    | plánováno 2028     |                                 |
| T90   | Opava, jižní obchvat Hradecká – Olomoucká | 2,3 km | 9,5/90            | 02/2025           | plánováno 2026     |                                 |
| T88   | Opava, jižní obchvat – napojení na I/11   | 0,4 km | 9,5/70            | 09/2020           | 06/2021            |                                 |